# Нейштадт, Марк Ильич
Марк Ильич Не́йштадт (6 [19] июля 1903, Невель, Витебская губерния — 12 июня 1985, Москва) — советский палеогеограф, палеоботаник, болотовед, доктор географических наук (1955), профессор (1959), заслуженный деятель науки РСФСР (1971). Один из основоположников учения о смене природных условий в голоцене.

## Биография
Родился в семье учителя талмуд-торы, казённого раввина Невеля Эльи Берковича Нейштадта (1868—1941) и Нехамы Григорьевны Нейштадт (1872—1941). В 1919—1920 годах начал работать делопроизводителем в Упродкоме и Уздавотделе в городе Невель.
В 1925 году окончил Физико-математический факультет Московского университета по специальности ботаника.
До 1948 года работал на Центральной торфяной опытной станции, где возглавлял отдел торфяного фонда, руководил эксплуатационными работами по изучению торфяных залежей Камчатки, Западной Сибири и других регионов СССР.
С 1948 года — работал в Институте географии АН СССР, в 1957—1970 годах занимал должность заместителя директора института по научной части.

## Научная деятельность
Основные научные интересы М. И. Нейштадта были связаны с изучением проблем генезиса торфяных месторождений, географии их размещения, особенностей сырьевых свойств торфа, картографии торфяных ресурсов. Проводил исследования по методике споро-пыльцевого анализа, болотоведению и районированию торфяных болот СССР. Им были проведены подсчёты запасов торфа и сапропеля в СССР.
Под редакцией М. И. Нейштадта изданы фундаментальные труды по палеогеографии и хронологии верхнего плейстоцена и голоцена. Он один из основоположников учения о голоцене.
Вклад М. И. Нейштадта в развитие мировой палинологии был высоко оценён научным сообществом. Он был членом Совета Международной федерации палинологических обществ.
В 1971 году М. И. Нейштадт награждён Международной медалью Гуннара Эрдтмана. Он получил также золотые медали Хельсинкского и Кёльнского университетов. Много и плодотворно ученый работал в Международном союзе по изучению четвертичного периода (INQUA). М. И. Нейштадт лично принимал участие в подготовке и проведению шести (с VI по XI) Международных конгрессов INQUA. Он был избран почётным председателем комиссии INQUA по изучению голоцена, почётным членом Бюро ассоциации по изучению четвертичного периода.
В основу подразделения позднеплейстоценовых и голоценовых осадков положена схема М. И. Нейштадта (1983), в соответствии с которой выделяются древний (12-10 тыс. лет назад), ранний (10-8 тыс. л. н.), средний (8-2.5 тыс. л. н.) и поздний голоцен (от 2.5 тыс.л.н. до настоящего времени).

## Членство в организациях
- 1965-1969 - Вице-президент и почётный член INQUA
- 1971—1976 — Вице-президент и член Совета Международной федерации палинологических обществ (IFPS)